# Opius conasis
Opius conasis är en stekelart som beskrevs av Fischer 1983. Opius conasis ingår i släktet Opius och familjen bracksteklar. Inga underarter finns listade i Catalogue of Life.